# Agonopterix laterella
Agonopterix laterella — вид метеликів родини плоских молей (Depressariidae).

## Поширення
Вид поширений на більшій частині Європи. Присутній у фауні України.

## Опис
Розмах крил становить 20-25 мм.

## Спосіб життя
Імаго літають з липня по березень. Личинки живляться листям волошки синьої (Centaurea cyanus).